# Malus sieversii
Malus sieversii е прародителят на днешната ябълка. Тя е вид растение от семейство Розови (Rosaceae). Видът е световно застрашен, със статут Уязвим. Родом е от Казахстан, където е позната под местното си име Алма. На нея е кръстен и районът, от където е произлязла Алмати – означаващ „богат на ябълки“. Malus sieversii все още може да бъде срещната като диворастяща в планинските райони на Южна Азия.

## Разпространение
Разпространен е в Китай, Казахстан, Киргизстан, Таджикистан и Узбекистан.